# Phlugiolopsis brevis
Phlugiolopsis brevis is een rechtvleugelige insectensoort uit de familie van de sabelsprinkhanen (Tettigoniidae).
Phlugiolopsis brevis werd voor het eerst wetenschappelijk beschreven door Xia en Liu in 1992.